# میو هوندا
میو هوندا (انگلیسی: Miyu Honda؛ زادهٔ ۱ ژوئن ۲۰۰۴) بازیگر، مدل (شخص)، بازیگر خردسال، و اسکیت‌باز نمایشی اهل ژاپن است. وی از سال ۲۰۰۹ میلادی تاکنون مشغول فعالیت بوده‌است.